# That Vision Thing
Heartthrob conocido en América Latina como Visiones, Agresiones y en España bajo la traducción de Las Visiones es el segundo episodio de la tercera temporada de la serie de televisión estadounidense Ángel. Escrito por Jeffrey Bell y dirigido por Bill L. Norton. Se estrenó originalmente el 1 de octubre de 2001.  
En este episodio Cordelia está teniendo una serie de visiones violentas que se manifiestan físicamente, todo obra de Lilah quien con los recursos de Wolfram & Hart, trata de manipular a Ángel para cometer el mal aunque sea a la fuerza.  

## Argumento
Wesley, Gunn y Fred están comiendo comida china en el Hyperion, esperando la próxima visión de Cordelia. Cuando el abogado de Wolfram & Hart, Gavin Park aparece para informarles sobre las violaciones del edificio. Luego de que el abogado se va, Cordelia tiene una visión de una moneda con un hueco en su centro y de una bestia con garras en una tienda china. Ángel se preocupa por la salud de Cordelia y le pide a Fred que se la lleve a casa. Cordelia se retira al baño descubriendo que en su cuerpo han aparecido rasguños.
Wesley, Ángel y Gunn van al barrio chino de la ciudad para encontrar la moneda, donde se ven obligados a derrotar a una pareja de ancianos chinos, con garras en sus manos y extraordinarias habilidades en las artes marciales. Ángel encuentra la moneda de la visión en el cuello del anciano y se la lleva. En el apartamento de Cordelia, la misma tiene otra terrible visión que la deja con unas ampollas horribles en su rostro. Ángel va al lugar de la misión para conseguir una llave que fue el centro de la visión de Cordy.       
La pandilla entera se preocupa por la salud de su amiga y comienzan a discutir porque Los Poderes del Ser querrían hacerle eso a Cordelia. Fred sugiere que les pregunten en persona, inspirados por las palabras de la semi cuerda chica, la pandilla trae a Lorne para que con sus poderes psíquicos interfiera la "llamada" de los poderes. No obstante la visión se torna más violenta cuando Lorne sale volando por los aires y Cordelia sufre de terribles quemaduras en los brazos.
Cuando se recupera del golpe, Lorne revela que las visiones no provienen de los poderes y comenta que el responsable debe ser alguien que odie a Ángel y que tenga los recursos necesarios para hacer algo así. En la oficina de Lilah, un hombre al parecer de la india y con una parte de su cerebro al descubierto usa unos poderes psíquicos para provocarle las manifestaciones físicas a Cordelia. Ángel no tarda en venir a la oficina a exigirle a Lilah que deje a Cordelia, pero la abogada le comenta que provocó esos eventos para llamar su atención y lo que quiere es rescatar a un hombre de una dimensión demoníaca que fue encarcelado "injustamente" por los poderes del ser. Con ayuda de la moneda y la llave que Ángel le arrebató a guardianes de las fuerzas del bien, el vampiro podrá completar la misión y rescatar a su amiga.
Sin más elección que jugar el juego sucio de Lilah, Ángel va a la dimensión con ayuda de los objetos y tras noquear a un demonio carcelero muy simpático llamado Skip, el vampiro consigue rescatar al hombre en la prisión. A modo de trueque, Ángel consigue que Lilah cancele las visiones a Cordy y entrega al hombre misterioso a los abogados. Acto seguido mata al hombre cerebro y le advierte a la abogada de que si cruza la línea así de nuevo, la matara.
Al día siguiente en el Hyperion, Cordelia le agradece a Ángel lo que hizo por ella y se ponen a discutir si habrán hecho más mal que bien por liberar al hombre de esa dimensión. En América central Darla visita a un shaman para que la ayude a liberarse de la criatura que crece dentro de ella, pero el shaman advierte que es algo que no puede anularse. Darla no se muestra muy impresionada y decide visitar al padre como último recurso.

## Producción

### Redacción
El escritor del episodio Jeffrey Bell, quien participó en la serie The X-Files incluyó una referencia a una criatura del episodio "Alpha" llamado Wanshang Dhole, y así fue como se concibió al demonio carcelero Skip, aunque antes fue llamado Bob. Interpretado por David Denman, Skip fue renombrado como un homenaje a Skip Schoolnik y rápidamente se volvió un personaje favorito. David Greenwalt comento: "La gente se está volviendo loca por Skip. No había visto esto antes desde la aparición de Ángel, en Buffy." David entonces comento que sus nuevos efectos más realistas fueron los responsables. El maquillista Robert Hall, reveló que no tuvo problemas para crear a Skip y que el extremo diseño, la interpretación de David y las escenas de Jeff, hablaron por sí solos.

### Actuación
La actriz Charisma Carpenter dijo que aunque las visiones no son difíciles de interpretar, las manifestaciones físicas de este episodio fueron "un poco más alentadoras de lo que pense."
Este episodio marca la aparición número 100 de David Boreanaz y Charisma Carpenter como Ángel y Cordelia Chase respectivamente.
Este episodio marca la segunda aparición de Kal Penn en el Buffyverso; apareció anteriormente en Buffy, como Hunt en el episodio Beer Bad.

## Continuidad
- El hombre que Ángel libera es Billy Blim, que aparece en el episodio Billy.
- Darla decide contarle a Ángel sobre su embarazo (Heartthrob).
- Aparece por primera vez Skip, que toma un rol más sobresaliente en la cuarta temporada.

## Recepción
The Futon Critic lo nombró el mejor décimo cuarto episodio del 2001, comentando "La evolución de Cordelia ha sido una de las mejores cosas de la serie mostrada en este episodio. Antes era una chica de los viernes para Ángel, aquí es donde veos que tan lejos ha llegado en estos cinco años que llevamos conociéndola."